# Мета (Мисури)
Мета (енгл. Meta) град је у америчкој савезној држави Мисури.

## Демографија
По попису из 2010. године број становника је 229, што је 20 (-8,0%) становника мање него 2000. године.
| Група             | 2000.       | 2010.       |
| Белци             | 241 (96,8%) | 224 (97,8%) |
| Афроамериканци    | 0 (0,0%)    | 0 (0,0%)    |
| Азијати           | 0 (0,0%)    | 0 (0,0%)    |
| Хиспаноамериканци | 3 (1,2%)    | 1 (0,4%)    |
| Укупно            | 249         | 229         |